# Орловец (приток Пёзы)
Орловец — река в России, течёт по территории Мезенского района Архангельской области. Вытекает из озера на высоте 118 м над уровнем моря. Устье реки находится в 234 км по левому берегу реки Пёзы. Длина реки составляет 25 км.

## Данные водного реестра
По данным государственного водного реестра России относится к Двинско-Печорскому бассейновому округу, водохозяйственный участок реки — Мезень от водомерного поста деревни Малонисогорская и до устья. Речной бассейн реки — Мезень.
По данным геоинформационной системы водохозяйственного районирования территории РФ, подготовленной Федеральным агентством водных ресурсов:
- Код водного объекта в государственном водном реестре — 03030000212103000049521
- Код по гидрологической изученности (ГИ) — 103004952
- Код бассейна — 03.03.00.002
- Номер тома по ГИ — 03
- Выпуск по ГИ — 0